# Seydelia intermedia
Seydelia intermedia är en fjärilsart som beskrevs av Emilio Berio 1941. Seydelia intermedia ingår i släktet Seydelia och familjen björnspinnare. Inga underarter finns listade i Catalogue of Life.